# ASMR

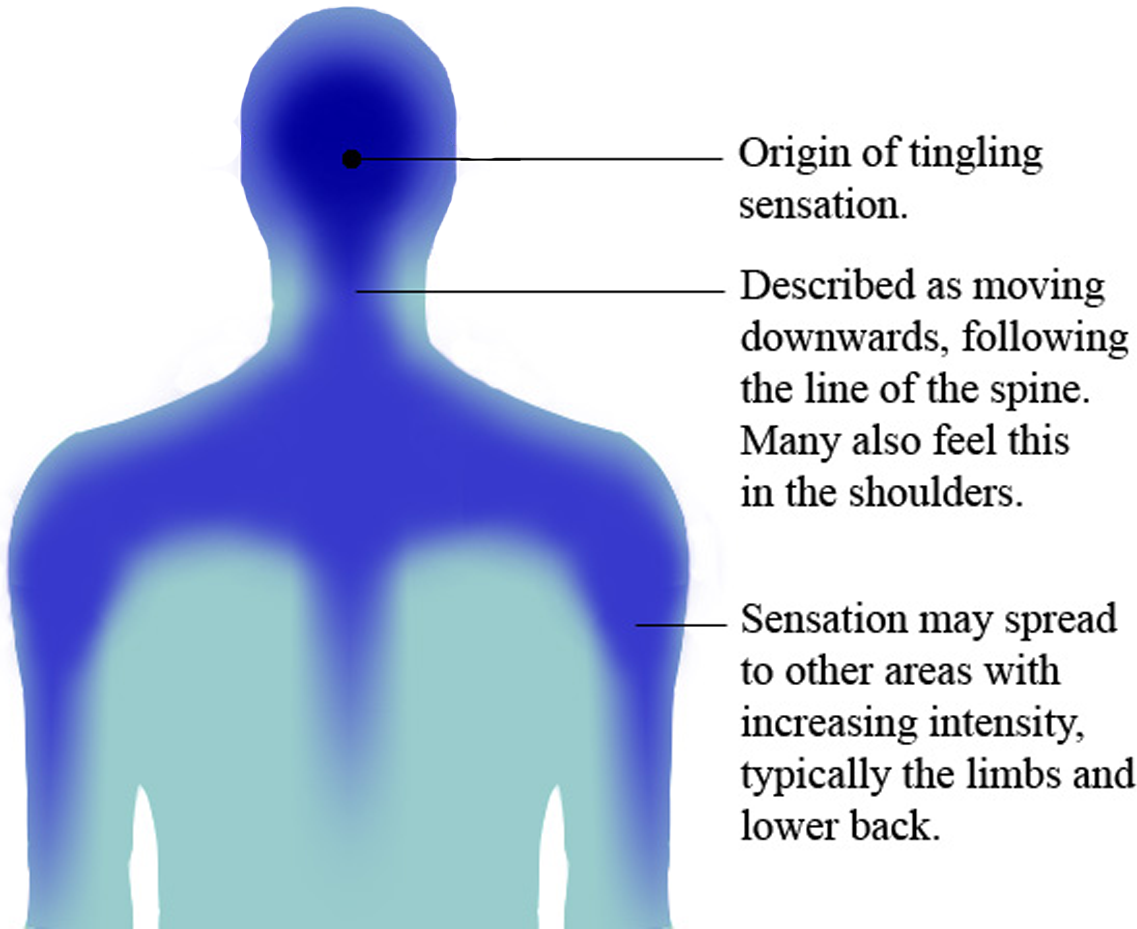
Representação ilustrativa das áreas afetadas pela sensação de formigamento ASMR

ASMR (do inglês autonomous sensory meridian response, em tradução livre, "resposta sensorial meridiana autónoma (português europeu) ou autônoma (português brasileiro)") refere-se a uma sensação agradável de parestesia ou formigamento, geralmente sentida na região do couro cabeludo, na parte de trás da cabeça ou do pescoço em resposta a algum estímulo sensorial. O fenômeno foi comparado a sinestesia auditiva-tátil.
ASMR expressa a experiência subjetiva de "euforia de baixo grau" caracterizada por "uma combinação de sentimentos positivos e uma sensação distinta de formigamento estático na pele". Mais comumente desencadeada por estímulos auditivos ou visuais específicos, e menos comumente pelo controle de atenção intencional. Um estilo de vídeos com a intenção de estimular ASMR se desenvolveu na cibercultura nos últimos anos, no qual existem mais de 13 milhões de publicações no YouTube, com uma comunidade de produtores de conteúdo dedicados ao tema.
O interesse público no ASMR aumentou dramaticamente durante a segunda metade da década de 2010, quando passou a ser amplamente utilizado para promoção de relaxamento, sono e bem-estar. A utilização popular, já suportada por estudos científicos, indicam que o ASMR é uma experiência confiável e com raízes fisiológicas que pode trazer benefícios terapêuticos para a saúde mental e física.

## Nomeação do Fenômeno
Embora muitos termos coloquiais e formais que foram usados e propostos entre 2007 e 2010 incluíssem referência ao "orgasmo na cabeça", houve nesse período uma objeção majoritária significativa ao seu uso dentre a comunidade de discussões on-line sobre o tema, com o objetivo de diferenciar os aspectos eufóricos e relaxantes da natureza do ASMR do conceito de excitação sexual carregada pela palavra "orgasmo", já que os primeiros proponentes do ASMR concluíram que o fenômeno geralmente não estava relacionado à excitação sexual.
Em 2010, Jennifer Allen, participante de um fórum on-line, propôs que o fenômeno fosse denominado "Autonomous Sensory Meridian Response" (em português: Resposta Sensorial Autônoma do Meridiano). Allen escolheu as palavras com a intenção ou considerando que elas tivessem os seguintes significados específicos:
- Resposta (Response) - refere-se a uma experiência desencadeada por algo externo ou interno
- Sensorial (Sensory) - referente aos sentidos ou sensação
- Autônoma (Autonomous) - espontâneo, autônomo, com ou sem controle
- Meridiano (Meridian) - significando um pico, clímax ou ponto de maior desenvolvimento

Allen declarou em uma entrevista de 2016 que ela propositadamente selecionou esses termos porque eram mais objetivos, confortáveis e clínicos do que termos alternativos para a sensação. Na entrevista, Allen explicou que selecionou a palavra meridiano para substituir a palavra orgasmo e disse que havia encontrado um dicionário que definia meridiano como "um ponto ou período de maior desenvolvimento, maior prosperidade ou algo parecido".

## Pesquisa científica e declarações

### Artigos revisados por pares
Apesar de ainda não existir consenso dentro da comunidade científica a respeito do ASMR, diversos artigos científicos revisados por pares sobre o tema foram publicados com o objetivo de compreender o fenômeno, a partir de diferentes áreas de conhecimento, como a Medicina, Comunicação, Arte, Psicologia e Neurociência.
Estudo realizado pelos departamentos de Psicologia da Universidade de Sheffield e Universidade Metropolitana de Manchester de 2018, concluiu que os centenas de milhares de relatos anedóticos de pessoas que assistem a vídeos de ASMR como forma de auxílio para dormir, relaxar e combater o estresse e a ansiedade são consistentes com os resultados obtidos por sua pesquisa denominada "More than a feeling: Autonomous sensory meridian response (ASMR) is characterized by reliable changes in affect and physiology" (em português: Mais do que um sentimento: resposta sensorial autônoma do meridiano (ASMR) é caracterizada por mudanças confiáveis no afeto e na fisiologia), que demonstrou que os vídeos de ASMR regulam a emoção e podem ter benefícios terapêuticos para aqueles que são capazes de experienciar o ASMR, reduzindo, por exemplo, a frequência cardíaca e promovendo sentimentos de afeto positivo e conexão interpessoal. Os autores finalizam afirmando: "Juntas, as evidências atuais devem ajudar a dissipar ceticismo sobre se o ASMR é um fenômeno 'real' e fornecer a base sobre a qual futuras pesquisas podem ser construídas. Com relação ao ASMR, pesquisas futuras podem começar a explorar questões empolgantes sobre as causas proximais e distais do ASMR, quais são seus concomitantes e conseqüências e suas possíveis aplicações terapêuticas."
O primeiro artigo publicado sobre o tema, do médico Nitin Ahuja, é intitulado "It Feels Good to Be Measured: clinical role-play, Walker Percy, and the tingles" (em português: Parece bom ser medido: dramatização clínica, Walker Percy e os formigamentos). Foi publicado em um periódico da Universidade Johns Hopkins chamado Perspectives in Biology and Medicine em 2013, focando em uma análise da conjuntura cultural e literária do ASMR.
Outro artigo, publicado na revista Television and New Media em novembro de 2014, é de Joceline Andersen, estudante de doutorado no Departamento de História da Arte e Estudos de Comunicação da Universidade McGill, que sugeriu que vídeos de ASMR com sussurros "criam um espaço sônico íntimo compartilhado pelo ouvinte e pelo sussurro". O artigo de Andersen propõe que o prazer compartilhado tanto por um criador de vídeo ASMR quanto por seus espectadores possa ser percebido como uma forma particular de "intimidade não padronizada" pela qual os consumidores buscam uma forma de prazer mediada pela mídia de vídeo. Andersen sugere que essa busca seja privada, mas também pública ou divulgada por meio do compartilhamento de experiências por meio da comunicação on-line com outras pessoas da "comunidade sussurrante".
Outro artigo, "Autonomous Sensory Meridian Response (ASMR): a flow-like mental state" (em português: Resposta Sensorial Autônoma do Meridiano (ASMR): um estado de fluxo mental), de Nick Davis e Emma Barratt, professor e pesquisadora de pós-graduação, respectivamente, no Departamento de Psicologia da Universidade de Swansea, foi publicado no PeerJ. Este artigo teve como objetivo "descrever as sensações associadas ao ASMR, explorar as maneiras pelas quais ele é tipicamente induzido em indivíduos capazes ... para fornecer mais pensamentos sobre onde essa sensação pode se encaixar no conhecimento atual sobre experiências perceptivas atípicas ... e explorar até que ponto o envolvimento com a ASMR pode aliviar os sintomas de depressão e dor crônica" O artigo foi baseado em um estudo de 245 homens, 222 mulheres e 8 indivíduos de gênero não binário, com idades entre 18 e 54 anos, os quais todos já haviam experienciado ASMR e consumiam regularmente conteúdos ASMR, a partir da qual os autores concluíram e sugeriram que "dados os benefícios relatados do ASMR na melhoria dos sintomas de humor e dor ...  justifica-se uma investigação mais aprofundada do ASMR como uma medida terapêutica potencial semelhante à da meditação e atenção plena."
Um artigo intitulado "An examination of the default mode network in individuals with autonomous sensory meridian response (ASMR)" (em português: um exame da rede de modo padrão em indivíduos com resposta sensorial autônoma do meridiano (ASMR)", de Stephen D. Smith, Beverley Katherine Fredborg e Jennifer Kornelsen, analisou a rede de modo padrão (DMN) em indivíduos com ASMR. O estudo, que utilizou ressonância magnética funcional (fMRI), concluiu que houve diferenças significativas no DMN de indivíduos que possuem ASMR em comparação com um grupo controle sem ASMR.
O primeiro estudo a realizar imagens de atividade cerebral de fMRI em indivíduos com ASMR (em oposição a apenas aqueles capazes de experimentar o fenômeno) foi publicado na BioImpacts em setembro de 2018. Os participantes assistiram a vários vídeos de ASMR com uma tela e fones de ouvido enquanto estavam dentro do scanner de ressonância magnética. O estudo encontrou uma diferença significativa na ativação cerebral entre os períodos em que o sujeito relatou formigamento (comunicado ao pressionar um botão), em comparação com os períodos em que estava assistindo um vídeo, mas não relatou formigamento (comunicado ao pressionar um botão diferente), para controlar efeitos de ativação cerebral causados pelo simples pressionamento de um botão). Eles concluíram que "as regiões cerebrais mais ativas durante as sensações de formigamento foram o núcleo accumbens, mPFC, ínsula e córtex somatossensorial secundário" e sugeriram que elas eram semelhantes à "ativação de regiões cerebrais anteriormente observadas durante experiências como vínculo social e frisson musical"
Um estudo de fMRI de 2019 relatou que vídeos de ASMR produzem atividade em áreas cerebrais relacionadas à sensação, emoção e atenção em indivíduos que experienciam ASMR, incluindo o giro cingulado direito e as regiões corticais relacionadas à audição, movimento e visão, como o lóbulo paracentral direito e  tálamo bilateral, em comparação com indivíduos de controle sem experiências com ASMR, que mostraram maior atividade na lingula e nos culmen do cerebelo.

### Declarações da comunidade científica
Vários cientistas publicaram ou tornaram públicas suas reações e opiniões da ASMR. Em 12 de março de 2012, Steven Novella, diretor de Neurologia Geral da Faculdade de Medicina de Yale, publicou um post sobre ASMR em seu blog Neurologica. Quanto à questão de saber se o ASMR é um fenômeno real, Novella disse "neste caso, não acho que exista uma resposta definitiva, mas estou inclinado a acreditar que sim. Há várias pessoas que parecem ter independentemente experienciado e descrito o fenômeno com detalhes bastante específicos. Dessa forma, é semelhante às dores de cabeça da enxaqueca - sabemos que elas existem como uma síndrome principalmente porque muitas pessoas diferentes relatam a mesma constelação de sintomas e história natural". Novella postulou provisoriamente as possibilidades de que o ASMR pudesse ser um tipo de ataque prazeroso ou outra maneira de ativar a "resposta ao prazer". 
No entanto, Novella chamou a atenção para a falta de investigação científica sobre o ASMR, sugerindo que as tecnologias de ressonância magnética funcional (fMRI) e de estimulação magnética transcraniana devem ser usadas para estudar o cérebro de pessoas que experimentam ASMR em comparação com pessoas que não o fazem, uma maneira de começar a buscar entendimento científico e explicação do fenômeno.
Quatro meses após a publicação no blog de Novella, foi relatado que Tom Stafford, professor de psicologia e ciências cognitivas da Universidade de Sheffield, disse que a ASMR "pode muito bem ser uma coisa real, mas é inerentemente difícil de pesquisar ... por ser algo que você não pode ver ou sentir e que não acontece para todos". Stafford comparou o status atual da ASMR com o desenvolvimento de atitudes em relação à sinestesia, que ele disse que "durante anos ... era um mito; então, na década de 1990, as pessoas criaram uma maneira confiável de mensurá-la".

## Discussão sobre estímulo sexual
A maioria dos usuários de conteúdo ASMR reportam que utilizam os vídeos para propósito de relaxamento, indução ao sono ou como alternativa para lidar com o estresse. No entanto, uma minoria representada por apenas 5% dos consumidores do conteúdo relata que utiliza esse tipo de vídeo como estímulo sexual.  Para suprir esta demanda, um fenômeno que tem crescido no YouTube e em sites direcionados ao público adulto é a criação de uma alternativa leve à pornografia tradicional conhecida como ASMRotica, que são vídeos deliberadamente projetados para serem sexualmente estimulantes. Esse tipo de vídeo tem gerado discussões sobre o erotismo relacionado ao ASMR dentro da comunidade online, pois enquanto alguns jornalistas e comentaristas retratam o ASMR como algo sexual, pesquisas demonstram que não existem evidências suficientes para suportar qualquer conexão entre o ASMR comum e a excitação sexual.

## Fenômenos não intencionais
Uma série de videos sem relação com o ASMR são classificados pela comunidade como "mídias não intencionais". Um exemplo de mídia não intencional é o do pintor Bob Ross. Nos episódios de sua série televisiva The Joy of Painting, sua fala suave e gentil e o som dele pintando e suas ferramentas acionariam o fenômeno em muitos de seus espectadores.  O trabalho do cineasta de stop-motion PES também é citado. O primeiro canal do YouTube dedicado exclusivamente a sussuros foi o WhisperingLife, criado em 2009.

## Gravação Binaural
Alguns criadores de vídeos de ASMR usam técnicas de gravação binaural para desencadear respostas físicas que eles acreditam ser calmantes e tranquilizantes.